# Una cigüeña bromista
Una cigüeña bromista (Lorsque l'enfant paraît en su título original) es una obra de teatro del dramaturgo francés André Roussin, estrenada en 1951.

## Argumento
Olympe comunica a su marido, Charles Jacquet, Ministro de Familia, y con el que lleva casada 25 años, que va a ser de nuevo padre. El recién llegado se sumará a los otros dos hermanos Annie y George, que resulta que también a su vez van a tener su propia descendencia. Sin embargo, las elecciones generales están próximas y por razones políticas tanto niño nuevo no es apropiado de cara a la campaña electoral, por lo que Charles decide adoptar medidas y opta por el aborto. No obstante, Charles cambiará de parecer y los niños llegarán a casa en su momento.

## Representaciones destacadas
- Théâtre des Nouveautés, París, 6 de octubre de 1951. Estreno.
  - Dirección: Louis Ducreux
  - Intérpretes: André Luguet, Gaby Morlay, Claude Nicot, Claude Larue, Louis Blanche, Gilberte Lauvray, Suzanne Norbert, Simone Matil.

- Théâtre des Nouveautés París, 1964.
  - Dirección: Jacques Mauclair
  - Intérpretes: Jean Martinelli, Gaby Morlay, Jacques Échantillon, Nicole Barros, Georges Adet, Maud Launay, Suzanne Norbert, Claudine Collas.

- Théâtre Saint-Georges, París, 1967.
  - Dirección: André Roussin
  - Intérpretes: André Luguet, Gisèle Casadesus, Léon Lesacq, Maud Launay, Paula Dehelly, Rosine Luguet.

- Teatro Infanta Isabel, Madrid, 27 de octubre de 1962. Estreno en España
  - Adaptación: Rafael Forns Quadras y Juan Ignacio Luca de Tena.
  - Dirección: Cayetano Luca de Tena.
  - Intérpretes: Guillermo Marín, Mari Carmen Prendes, Amparo Baró, Maruja Recio, Enrique Ciurana, Luis Roses, María Álvarez, Olvido Rodríguez.